# 航海測量習練所
航海測量習練所（こうかいそくりょうしゅうれんじょ）は、1875年（明治8年）9月14日、攻玉塾塾長であった近藤真琴が芝新銭座（現在の東京都港区浜松町）に私費を投じて設置した、日本初の海員養成機関である。

## 沿革
- 明治8年9月14日　航海測量習練所設置（東京府知事認可）。
- 明治13年1月6日　名称を商船黌と改名。
- 明治14年8月20日 三重県の鳥羽に商船黌分校、鳥羽商船黌（現鳥羽商船高等専門学校）開校。
- 明治19年10月6日　攻玉社の経営難により事実上の廃校。

## 出身著名人
- 茂木鋼之（日本郵船船長、東京サルベージ社長）
- 布目隣太郎（日本郵船船長、海軍中将布目満造の兄）